# Touques (rivier)
De Touques is een rivier van 108 km in het Pays d'Auge, een deel van Normandië (Noordwest-Frankrijk). De monding ligt tussen Deauville en Trouville-sur-Mer, in het departement Calvados even zuidwestelijk van die van de Seine.
De Touques ontspringt in het departement Orne en loopt in noordelijke richting via Lisieux en Pont-l'Évêque naar zee.
De rivier is rijk aan zeeforel. Op 1 augustus 1417 landde Hendrik V van Engeland bij de monding van de Touques om Frankrijk te veroveren.

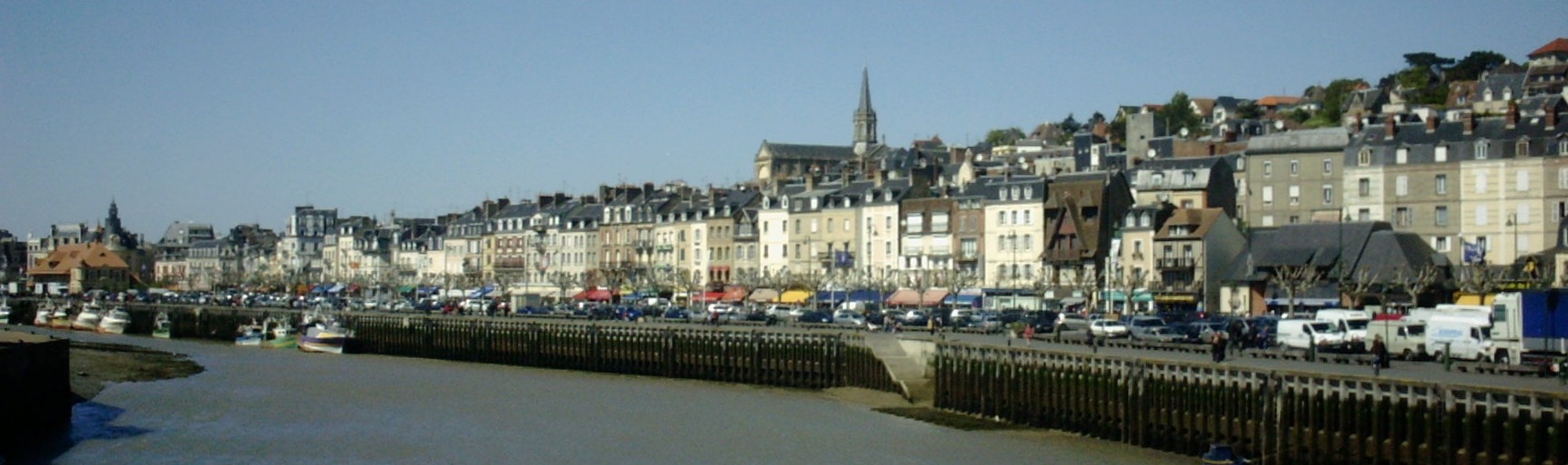
De Touques in Trouville-sur-Mer

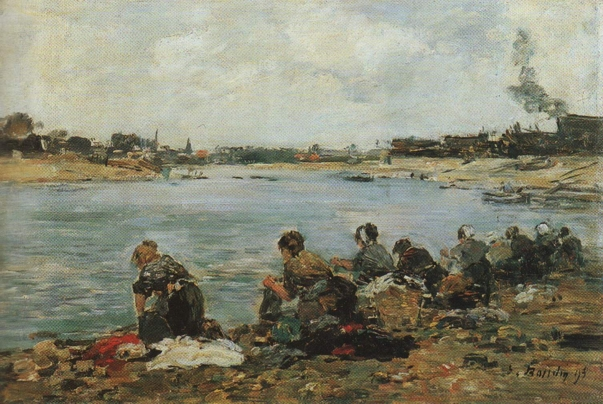
Wasvrouwen aan de oever van de Touques, geschilderd door Eugène Boudin, 1884

## Zijrivieren
De belangrijkste zijrivieren van de bron naar de monding:
- Fontaine Bouillante, rechteroever, 6,7 km
- Maure, linkeroever, 5,8 km
- Orbiquet, rechteroever, 29,7 km
  - Courtonne, 17,1 km
- Cirieux, linkeroever, 7,4 km
- Paquine, rechteroever, 24,8 km
- Pré d'Auge, linkeroever, 10 km
- Chaussey, rechteroever, 12,5 km
- Calonne, rechteroever, 45,3 km
  - Rivière d'Angerville, 6,1 km
  - Douet Tourtelle, 6,4 km
- Yvie, linkeroever, 10,5 km
- Ruisseau des Ouies, rechteroever, 5 km

- Bibliothèque nationale de France: cb15014555p (data)
- Système universitaire de documentation: 095333630